# Daniel Cargnin
Daniel Cargnin (Nova Palma, 1930 — 2002) foi um padre católico, paleontólogo amador e autodidata brasileiro.
Deu grandes contribuições à paleontologia do Rio Grande do Sul. Morou em Santa Maria entre 1964 e 1969, onde contribui com o acervo de paleontologia do Museu Vicente Pallotti.
Em 1969, junto com o padre Abraão Cargnin, seu irmão gêmeo, criou os museus de paleontologia da PUCRS e UFRGS.
Em 1976 mudou-se para a cidade de Mata, onde contribuiu enormemente para a preservação dos fósseis da região.
Em sua homenagem foi criada a Associação Padre Daniel Cargnin (APEDAC). A cidade de Mata também recebeu o Museu Padre Daniel Cargnin. O Sítio Paleontológico Largo Padre Daniel Cargnin é uma homenagem às suas contribuições. Vários fósseis foram denominados para prestigiá-lo, como o cinodonte mamaliano Therioherpeton cargnini.
Foi sepultado na cidade de Mata.